# Perga klugii
Perga klugii – gatunek błonkówki z rodziny Pergidae.

## Taksonomia
Gatunek ten został opisany w 1880 roku przez Johna Westwooda. Jako miejsce typowe podano australijskie miasto Albany. Syntypami były samiec i samica.

## Zasięg występowania
Australia, występuje w stanie Australia Zachodnia.

## Biologia i ekologia
Rośliną żywicielską jest eukaliptus gałkowy z rodziny mirtowatych.